# Euploea cissia
Euploea cissia är en fjärilsart som beskrevs av Hans Fruhstorfer 1910. Euploea cissia ingår i släktet Euploea och familjen praktfjärilar. Inga underarter finns listade i Catalogue of Life.